# Матсья-пурана
«Ма́тсья-пура́на» (санскр. मत्स्य पुराण, IAST: Matsya Purāṇa) — священный текст индуизма на санскрите, одна из восемнадцати основных пуран (называемых «махапуранами»). Считается первой и древнейшей из пуран. Является основным источником, описывающим Матсью — аватару Вишну в образе гигантской рыбы, одну из десяти главных аватар в вайшнавизме.